# Блайз
Блайз (англ. Blythe) — коллекционная кукла, отличительной особенностью которой являются непропорционально большая по отношению к телу голова. Внутри головы находится глазной механизм, конструкция которого позволяет изменять цвет глаз и направление взгляда куклы. Дизайн Блайз был разработан в знаменитой студии Марвина Гласса (Marvin Glass and Associates) в 1971-72 годах. Первоначально, в 1972 году, производилась компанией «Кеннер» (Kenner). В том же 1972 году производство было прекращено из-за отсутствия спроса и возобновлено в 2001 году компанией «Takara» (Takara).

## История
Кукла Блайз родилась в 1971 году в Чикаго, штат Иллинойс, и изначально предназначалась для детей. Детям она не понравилась, они находили её внешность странной и даже пугающей. Куклы практически не раскупались и производство было прекращено. Спустя много лет в 1997 году телепродюсер Джина Гаран случайно увидела Блайз, и, благодаря её усилиям производство Блайз было возобновлено в 2001 году, но уже в Японии. И продолжается по сей день. У Блайз тысячи поклонников во всех странах мира.

### Рождение и забвение
В 1971 году в студии Марвина Гласса был создан первый прототип Блайз. Над дизайном куклы работали Элисон Катцман (Alison Katzman) (разработала дизайн лицевой пластины), Рубен Терзян (Rouben Terzian) (глазной механизм), Гордон Барлоу (Gordon Barlow). Работая над дизайном лица Блайз, Элисон Катцман вдохновлялась живописью Маргарет Кин, известной своими картинами, на которых изображала в основном девочек и животных с непропорционально большими, но красивыми глазами.
Первоначально планировался запуск четырёх различных кукол в линии Blythe, каждая из которых имела название, соответственно: Blythe, Karess, Willow и Skye. Их глаза открывались, закрывались, менялось направление взгляда, но не цвет глаз. Но позже создатели сократили линию до одной куклы и внесли изменения в дизайн лица и конструкцию глазного механизма. Второй прототип Блайз имел ряд отличий от последующих фабричных выпусков, тело было использовано от куклы Скиппер, младшей сестры Барби. Впоследствии Блайз обзавелась оригинальным телом и дизайн лица был снова изменён.
В 1972 году компанией «Kenner» было произведено и выпущено четыре основных вариации куклы Блайз. Их глаза меняли цвет (зелёный, синий, розовый, оранжевый), если потянуть за колечко на верёвочке, которая находилась сзади головы. У всех четырёх был одинаковый макияж (зелёные тени, розовый цвет румян и губ), стандартный набор радужек (чипов) и глянцевое лицо. Но причёски, наряды и цвет волос у всех были разные. Цена каждой куклы составляла всего $5,96, что в пересчёте на современные деньги составляет около $30. Также было выпущено 12 наборов одежды для Блайз, которые отражали модные тенденции того времени. Много позднее они дали название репродукциям «Аштон Дрейка» и «Такары».
В 1972 году Блайз позиционировалась именно как детская игрушка. Но девочек пугали её большая голова и странные глаза. Уровень продаж был крайне низок. И к концу 1972 года производство Блайз прекратили. О кукле забыли, и многие годы она была известна лишь узкому кругу коллекционеров.
В том же 1972 году японская компания «Томи» (Tomy) получила права на производство Блайз. Японская локализация отличалась дизайном коробки и нарядов, и называлась Махо но хитоми ай ай тян (яп. 魔法の瞳アイアイちゃん махо: но хитоми ай ай тян, Ай-ай-тян с волшебными глазами). Всего игрушечной компанией «Томи» было выпущено шесть версий куклы, в том числе Блайз-невеста. Успеха японская версия Блайз также не имела.

### Джина Гаран
В 1997 году телепродюсер Джина Гаран увидела Кеннер Блайз и была очарована ею. Джина увлекалась фотографией, и Блайз оказалась идеальной моделью. Джина много путешествовала, всюду брала Блайз с собой и постоянно фотографировала её. В 2000 году издательство «Chronicle Books» выпустило альбом «This is Blythe» с фотографиями Джины. Он издаётся по сей день, всего продано уже более 100 тысяч экземпляров. Любопытно, что перед изданием альбома Джина обратилась в «Хасбро» с просьбой разрешить ей использовать изображение Блайз. Но в компании даже не поняли о какой кукле идёт речь.
В конце 2000 года Джина и её коллега Junko Wong совместно придумали рождественскую рекламную кампанию для японской сети универмагов «Parсо» с участием куклы Блайз. После показа этого ролика популярность Блайз в Японии достигла невероятного масштаба.

### Возрождение
В июне 2001 года компания «Такара» (Takara), получившая от «Хасбро» (Hasbro) лицензию на производство новой современной версии Блайз (NEO Blythe) выпустила свою первую куклу. Её звали «Parco», выпуск был лимитированный, всего 1000 кукол, которых раскупили за несколько часов (по словам очевидцев, буквально смели с прилавков).
23 июня 2001 года — День рождения, вернее, возрождения Блайз. В честь этого события каждый год в июне/июле «Такара» выпускает юбилейную куклу Блайз, отличающуюся более сложной и интересной проработкой образа. На данный момент выпущено более 150 разных Нео Блайз. Выпуски бывают двух видов: обычные (6000 кукол) и лимитированные (500-4500 кукол). В 2002 году «Такара» выпустила мини-версию Блайз — Петит Блайз (Petite Blythe), называемая коллекционерами просто Петитка. Эти малютки ростом всего 11 см особенно популярны в Азии. Их глаза не «меняют» цвет, а только закрываются в горизонтальном положении. В конце 2010 года «Такара» выпустила миди-версию Блайз — Мидди Блайз (Middie Blythe). Рост Мидди около 20 сантиметров, устройство глазного механизма позволяет изменять направление взгляда (влево-вправо), но веки статичные, то есть, глаза куклы не закрываются.
Начиная с 2004 года «Хасбро» выпускала Блайз и в Америке. Лицензию получила компания «Ashton Drake Galleries». В период предпродакшна специалисты компании работали с оригинальным молдом Кеннер, однако конечный продукт заметно отличается внешне от Кеннер. В период с 2004 по 2007 год было выпущено 12 кукол. ADG Блайз — это фактически репродукция кукол, выпущенных в 1972 году. Как и у Кеннер Блайз, у них четыре варианта цвета волос, их одежда повторяет оригинальную одежду Кеннер из 12 наборов с нарядами, отсюда и названия кукол. Упаковка также воспроизводит оригинальную упаковку Кеннер Блайз. В 2009 году срок лицензии подошёл к концу.
Таким образом, кукла Блайз в разное время производилась четырьмя компаниями:
- 1972—1972 — «Kenner». В настоящее время этих старинных кукол коллекционеры называют Кеннерами или Кеннер Блайз. Цена определяется сохранностью куклы, но она крайне редко бывает ниже 700$.
- 1972—1972 — «Tomy». Ещё более редкие и ценные куклы.
- 2001 — «Takara». Именно Нео Блайз производства Такары наиболее популярны среди коллекционеров. Они доступны и относительно недороги. Цены на них начинаются от 100$.
- 2004—2007 — «Ashton Drake Galleries». ADG Блайз не столь популярны, не последнюю роль в этом сыграло более низкое качество по сравнению с Нео Блайз от «Такары». Цена — 60-80$.

## Особенности строения
С момента первого появления на полках магазинов и по сегодняшний день основная концепция кукол Блайз оставалась неизменной: это непропорционально большая по отношению к телу голова. Внутри головы — глазной механизм, конструкция которого позволяет изменять цвет глаз и направление взгляда куклы. Глазной механизм управляется верёвочкой с колечком в затылочной части головы. Если натянуть верёвочку, веки куклы закроются, глазные яблоки, в каждое из которых вставлено четыре радужки (чипа), прокрутятся на оси, и, когда кукла откроет глаза, они «поменяют» цвет. У кукол обычных выпусков стандартный набор цветов глаз (чипов) такой: оранжевые, зелёные, розовые, синие. Такие чипы называется стоковыми. У кукол лимитированных выпусков всегда есть пара (или больше) так называемых специальных чипов. Это какие-то редкие цвета глаз или вообще уникальные, используемые только в определённом выпуске. Также характерными особенностями куклы Блайз являются глянцевое покрытие на лице куклы и отсутствие бровей. Хотя в тело куклы несколько раз вносили улучшения, его подвижность всегда ограничивалась вращением головы, талии, рук и ног. Гнутся у Блайз только ноги, на несколько щелчков. Рост кукол около 30 сантиметров.
Каждый производитель привносил что-то своё. Изменения, которые затрагивали дизайн лица и устройство головы в целом, принято называть молдами.
На данный момент существует девять молдов Блайз:
KB (Kenner Blythe) оригинальный молд Блайз, созданный в начале 70-х компанией «Кеннер». Остальные молды базируются именно на нём. Ближе всего к Кеннер молд ADG. Этот же молд использовала японская компания «Томи» для Ай-ай-тян. Строение тела KB также станет базовым для всех выпуском Блайз (исключение составляют девять первых выпусков «Такара», для которых использовано тело от другой куклы).
BL (Blythe) — 1-й молд «Такары» (2001—2002). Куклы могли быть произведены экспериментально, потому, вероятно в целях экономии, от оригинальной Блайз взята только голова, лицо у кукол матовое (в переизданиях иногда блестящее), а тело для Блайз компания позаимствовала у своей куклы Ликки. Это единственные оригинальные Блайз, у которых гнутся руки, правда, весьма своеобразно.
EBL (Excellent Blythe) — 2-й молд «Такары» (2002—2005). Был внесён ряд изменений в глазной механизм. Кукле возвратили традиционное, как у Кеннеров, тело.
SBL (Superior Blythe) — 3-й молд «Такары» (2003—2008). Внешне молд SBL максимально приближен к КВ, но у него принципиально иная конструкция головы.
RBL (Radiance Blythe) — 4-й молд «Такары» (2006—2013). У молда RBL самые большие глазницы и самые несимметричные глаза. Говорят, что это сделано тоже в подражание Кеннер. Один глаз у RBL помещён глубже в голову.
FBL (Fairest Blythe) — 5-й молд «Такары» (2009—2016). Всего было выпущено 18 кукол этого молда. Последняя в 2016 году после трёхлетнего перерыва. Официально о прекращении выпуска заявлено не было.
RBL+ (Radiance +) — 6-й молд «Такары» (2013—). Позиционируется производителем как копия молда 2006 года, что соответствует правде, есть рассматривать конструктивную часть, но внешне — это обычный новый молд, копирующий с некоторыми изменениями RBL.
RBL Renew (RBL Renew) — 7-й молд «Такары» (2017—). Новый молд, созданный на базе RBL. Визуально они похожи, но конструктивно Renew отличается очень сильно. Это первый молд, устройство которого позволяет разобрать голову полностью, и без труда и потери фабричного вида собрать обратно. Скальп соединён с крышкой на винты и при сборке не используется клей. В области шеи добавлена съёмная укрепляющая резиновая шайба.
ADG (Ashton Drake Gallery) — Молд Эштон Дрейка (2004—2007).

## Релизы
С 2001 года до настоящего момента компания «Такара» выпустила почти 350 релизов кукол Блайз. У каждой из кукол есть своя «история». Её можно узнать, прочитав описание, размещённое на официальном сайте. Некоторые куклы по своим образам принцессы и разные сказочные существа, но большинство «живут» вполне реальной жизнью и даже «ходят» на работу. Перечень их профессий охватывает практически все области деятельности. Блайз любят играть в разные игры, заниматься домашним хозяйством, ходить с друзьями на вечеринки, по магазинам и на пляж. У некоторых из них есть домашние животные, чаще маленькие собачки.
У кукол Блайз нет ни родителей, ни братьев. В описаниях иногда встречаются туманные намёки на то, что у Блайз сегодня особое свидание с кем-то важным, но в реальности производители никогда не озадачивались выпуском бойфренда для Блайз. Поэтому мир Блайз — исключительно девчачий. На официальном сайте есть ролики, посвящённые разным выпускам, и если ситуация предполагает наличие персонажа мужского рода, его роль исполняет другая кукла Блайз, обычно из выпусков с короткими волосами. У некоторых кукол есть сёстры и подруги.
В 2008 году вместо традиционной одной было выпущено две юбилейные куклы: «Denizens of the Lake Christina the Bride» и «Denizens of the Lake Eleanor the Forest Dancer», старшая и младшая сёстры соответственно. Нео Блайз «Miss Sally Rice» — подружка «Mrs. Retro Mama».

## Коллекционирование
Хотя вначале кукла Блайз была представлена на рынке как детская игрушка, в наши дни Блайз — объект коллекционирования у взрослых. Пример Джины Гаран оказался заразительным, и многие владельцы увлечённо фотографируют своих кукол во время путешествий, дома и на природе. На Фликре существует огромное количество групп, посвящённых Блайз, которые каждый день пополняются порциями новых фотографий. Кроме того, у каждой из кукол, выпущенных «Такарой», есть своя собственная группа.
В России коллекционирование кукол Блайз не столь популярное занятие, как, к примеру, коллекционирование кукол Барби. В июльском номере журнала «Cosmopolitan» за 2009 год была опубликована статья о Блайз, благодаря которой количество русских коллекционеров значительно выросло.

## Кастомизация
Особенности строения кукол Блайз позволяют владельцам изменять её образ. Работа над куклой, её переделка и модификация называется «кастом», от англ. custom. Цель кастома — сделать куклу единственной в своём роде (OOAK — one of a kind). Различные кастомерские техники и приёмы позволяют изменять цвета глаз, волос куклы, форму рта и носа, макияж. Также популярна замена базового тела на более подвижное от других кукол. Многие мастера (ООАКеры) работают на заказ и могут, к примеру, создать кукле образ, копирующий внешность владельца, или внести любые другие изменения в образ куклы по желанию заказчика.